# Coniferil-alcol deidrogenasi
La coniferil-alcol deidrogenasi è un enzima appartenente alla classe delle ossidoreduttasi, che catalizza la seguente reazione:
coniferil alcol + NADP+ ⇄ coniferil aldeide + NADPH + H+
L'enzima è specifico per l'alcol coniferile; non opera sull'alcol cinnamile, 4-coumarile o sinapile.